# Kanton Châlons-en-Champagne-4
Kanton Châlons-en-Champagne-4 is een voormalig kanton van het departement Marne in Frankrijk. Het kanton maakte deel uit van het arrondissement Châlons-en-Champagne.
Het werd opgeheven bij decreet van 21 februari 2014 met uitwerking in maart 2015.

## Gemeenten
Het kanton omvatte de volgende gemeenten:
- Châlons-en-Champagne (deels, hoofdplaats)
- Saint-Memmie